# Milena Straube

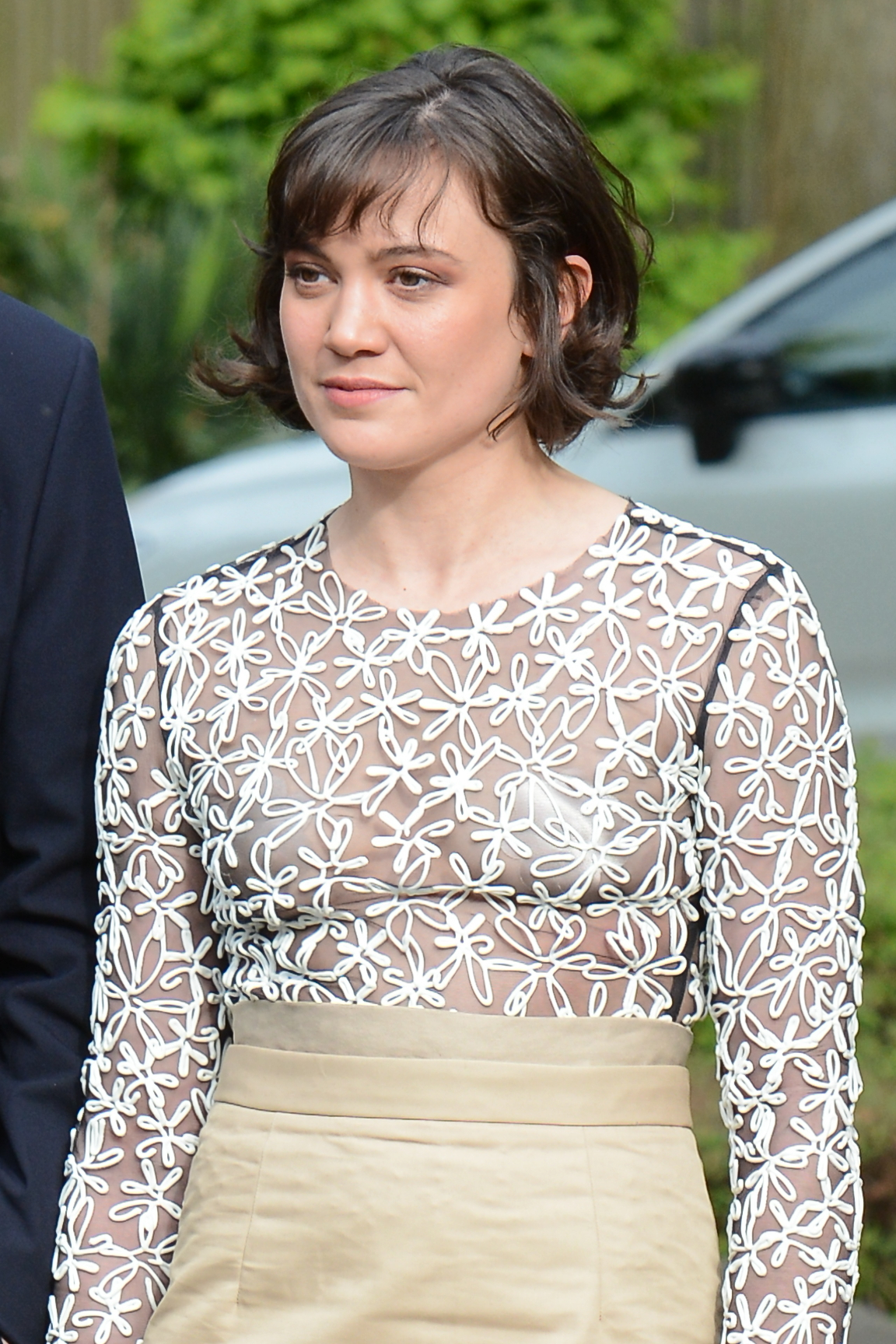
Milena Straube bei der Verleihung des Grimme-Preises 2024

Milena Straube (* 14. August 1992 in Berlin) ist eine deutsch-französische Schauspielerin.

## Leben
Milena Straube wurde als Tochter einer Französin geboren und ist Absolventin des renommierten Französischen Gymnasiums Berlin. Von 2012 bis 2016 absolvierte sie die Hochschule für Musik und Theater Hamburg, im Abschlussjahr erhielt sie ein Stipendium der Claussen-Simon-Stiftung. Stationen ihrer Laufbahn waren bislang überwiegend Bühnen in Hamburg, so das Thalia-Theater, das Deutsche Schauspielhaus und dessen Malersaal, Kampnagel und die Kammerspiele. 2017 gastierte Straube am Theater Paderborn. In der Spielzeit 2017/18 zählte sie zum Ensemble des Thalia-Theaters.
Für ihre Darstellung der Titelrolle in Cora Sachs’ Schöner warten … mit Herrn Huber, in der sie als Ganzkörperpuppe an Bus- und Bahnhaltestellen gemeinsam mit der Schildkröte Winifred und anderen Fahrgästen auf öffentliche Verkehrsmittel wartet, erhielt sie 2017 den Publikumspreis beim Hauptsache-frei-Festival Hamburg. Ebenfalls 2017 wurde sie mit dem Performancepreis beim Literaturfestival Speyer für Herr Huber und Frau Koltonowski ausgezeichnet.
Im Fernsehen war Milena Straube bisher in einigen deutschen und französischen Produktionen zu sehen. 2019 übernahm sie in der Serie In aller Freundschaft – Die jungen Ärzte die Rolle der Rebecca Krieger, uneheliche Tochter des kaufmännischen Direktors des Johannes-Thal-Klinikums, in dem die Serie spielt. Am 24. August 2022 wurde bekannt, dass sie ein Kind zur Welt gebracht hat und nach einer Pause wieder bei In aller Freundschaft – Die jungen Ärzte einsteigt.
Für ihre Hauptrolle als Luise von Kummerveldt in der ab 2019 gedrehten Miniserie Haus Kummerveldt erhielt sie 2024 den Grimme-Preis.
Beim feministischen Podcast Lost Sheroes – Frauen, die in den Geschichtsbüchern fehlen des Senders Cosmo wirkte Milena Straube 2022 und 2023 als Moderatorin mit.
Sie lebt in Kassel.

## Filmografie
- 2012: Holy Bird (Kurzfilm)
- 2015: Die Kirche bleibt im Dorf
- 2017: La Famille (Kurzfilm)
- 2017: Lazare (Kurzfilm)
- 2017: SOKO Wismar – Schattenkind
- 2019: In aller Freundschaft – Die jungen Ärzte – Gemeinsam stark
- 2019: Schwartz & Schwartz: Der Tod im Haus
- 2019: Hüftkreisen mit Nancy
- 2019–2024, 2025: In aller Freundschaft – Die jungen Ärzte
- 2020: Haus Kummerveldt
- 2021: The Case you
- 2023: Kommissarin Lucas – Helden wie wir
- 2023: Die Spökenkiekerin und das Fräulein (Kurzfilm)
- 2024: Bettys Diagnose – Lebenswege

## Podcasts
- seit 2022: Lost Sheroes – Frauen, die in den Geschichtsbüchern fehlen, COSMO Bremen